# Wanda Whips Wall Street
Wanda Whips Wall Street è un film pornografico del 1982 diretto da Larry Revene, con protagonista Veronica Hart.

## Trama
La bella ed intraprendente Wanda Brandt, ingegnere in una società d'acquisizione, complotta per prendere il controllo di una società di investimento di Wall Street ricattando sessualmente gli azionisti dalle loro partecipazioni. Le cose si complicano per la donna quando l'azienda assume un investigatore per determinare la causa dell'instabilità delle azioni.

## Produzione
L'uscita nelle sale del film coincise con l'inizio dell'era dell'home video Beta/VHS. Due anni dopo venne distribuito il film Stocks & Blondes, una sorta di sequel softcore di Wanda Whips Wall Street.